# Juan Gabriel Uribe
Juan Gabriel Uribe Vegalara (Bogotá, 10 de abril de 1961) es un abogado, periodista y político colombiano miembro del Partido Conservador Colombiano, representante de la facción laureanoalvarista.
Se ha desempeñado como senador de la República, consejero de Paz, ministro de ambiente y desarrollo sostenible. Es el director y propietario del diario conservador El Nuevo Siglo.
Hijo del dirigente conservador y director de El Nuevo Siglo, Juan Pablo Uribe, es egresado de Derecho de la Universidad de los Andes. Desde su inicio en la vida política, está adscrito al Partido Conservador, siendo senador por este partido en el período 1998-2002, tiempo en el cual también ejerció como consejero de paz en la escena de las negociaciones del Caguán durante la presidencia de Andrés Pastrana. Posteriormente, para las elecciones presidenciales de 2010 fue el jefe de campaña de la candidata Noemí Sanín.
Uribe se desempeñó también como director del periódico El Nuevo Siglo. En el año 2007 Uribe recibió el Premio Nacional Simón Bolívar como periodista del año.
En el año 2012, siendo presidente de Colombia Juan Manuel Santos, Uribe es nombrado ministro de Ambiente y Desarrollo Sostenible en reemplazo de Frank Pearl (quien es parte de la delegación del gobierno colombiano para el proceso de paz en curso), y con motivo del remezón al gabinete ministerial emprendido por el jefe de gobierno. Uribe tomó posesión de su cargo en el Ministerio en septiembre de 2012 y permaneció en su posición de ministro hasta septiembre de 2013, cuando fue reemplazado por Luz Helena Sarmiento, en el marco de un segundo remezón al gabinete ministerial.

## Biografía
Juan Gabriel Uribe Vegalara nació en Bogotá, el 10 de abril de 1961, en el seno de una familia conservadora de la aristocracia local.

## Familia

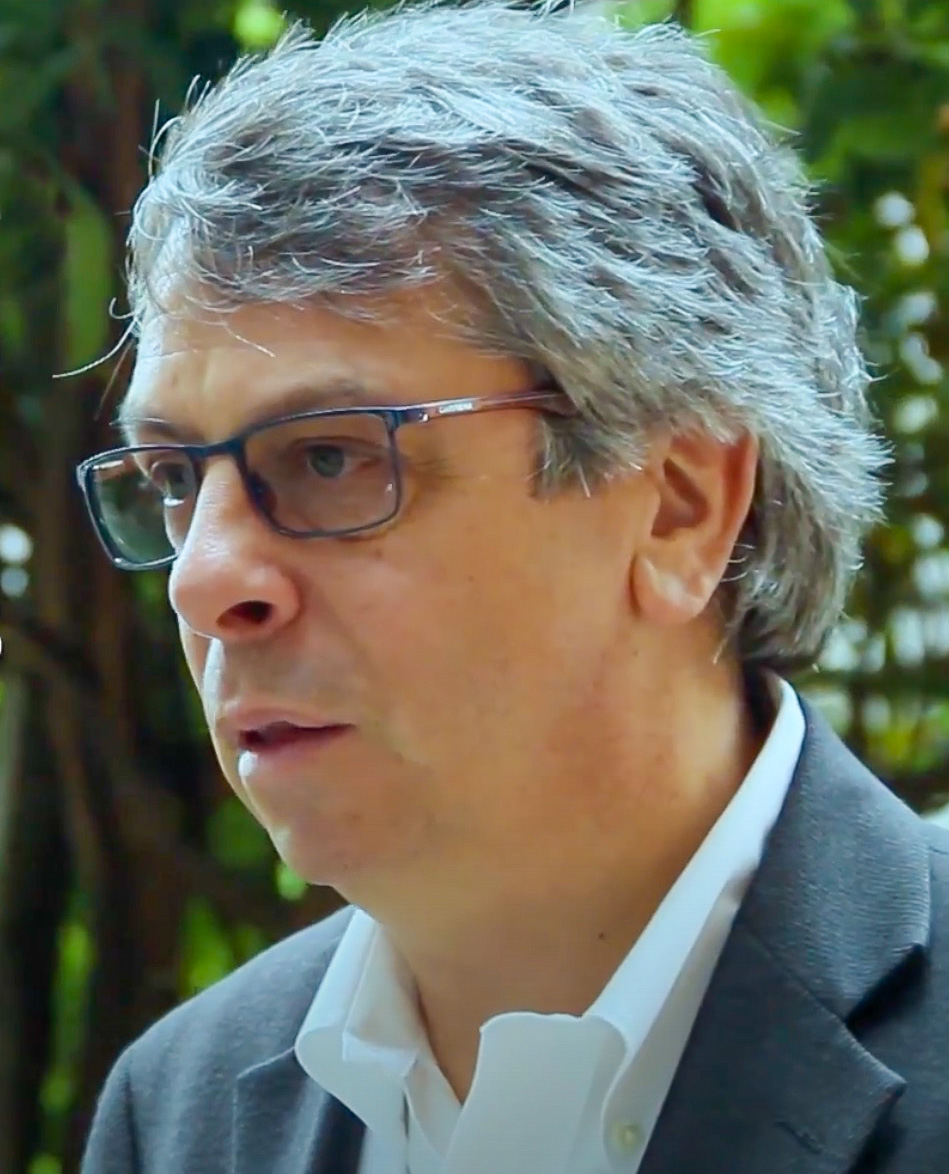
El periodista Gabriel Pardo, exesposo de su prima Elvira Vegalara.

Juan Gabriel era hijo del político conservador, abogado y periodista Juan Pablo Uribe Uribe y de Elvira Vegalara Rojas, siendo su hermana María Elisa Uribe Vegalara.
Su padre era hijo del político conservador Luis Enrique Uribe Cualla, quien era amigo cercano del expresidente Laureano Gómez, y sobrino nieto del también político Juan y del médico Guillermo Uribe Cualla.
Su madre era hija del empresario Gabriel Vegalara Franco cuya fortuna es estimada como una de las más altas en Colombia en la actualidad. Su tío Humberto era el padre de Elvira Vegalara Franco, quien se casó con el periodista Rodrigo Pardo García-Peña. 
Pardo era a su vez nieto de Roberto García-Peña, y primo del periodista español Roberto Posada García-Peña y del actual embajador de Colombia en Washington, Daniel García-Peña (quien está casado con María Gaitán Valencia, nieta de Jorge Eliecer Gaitán).

### Matrimonio y descendencia
Juan Pablo contrajo nupcias con la abogada Ana María Ruan Perdomo.